# Medal „Weteran Sił Zbrojnych ZSRR”
Medal „Weteran Sił Zbrojnych ZSRR” (ros. Медаль «Ветеран Вооруженных Сил СССР») – radzieckie odznaczenie wojskowe.
Medal został ustanowiony dekretem Rady Najwyższej ZSRR z 20 maja 1976 roku, jego statut został poprawiony dekretem z dnia 18 lipca 1980 roku. 

## Zasady nadawania
Medal został ustanowiony dla nagrodzenie weteranów Sił Zbrojnych ZSRR. Medal nadawany był żołnierzom Armii Radzieckiej, Marynarki Wojennej, Wojsk Pogranicznych i Wewnętrznych za nienaganną służbę, trwającą 25 lat lub więcej. Mógł być nadawany także osobom przeniesionym w stan spoczynku przed ustanowieniem medalu, o ile spełniły warunki jego nadania.
Medal nadawało Prezydium Rady Najwyższej ZSRR na wniosek Ministra Obrony lub Spraw Wewnętrznych i Przewodniczącego Komitetu Bezpieczeństwa Publicznego. 
Łącznie nagrodzono tym medalem ponad 800 tys. osób.

## Opis odznaki
Odznakę medalu stanowi wykonany z posrebrzanego tombaku krążek o średnicy 32 mm. Na awersie medalu u góry znajduje się pięcioramienna gwiazda pokryta czerwoną emalią nałożona na sierp i młot. Pod nią znajduje  się napis CCCP (pol. „ZSRR”) i wieniec laurowy. W dolnej części znajduje się szarfa z napisem ВЕТЕРАН ВООРУЖЕННЫХ СИЛ (pol. „Weteran Sił Zbrojnych”). Rewers jest gładki.
Medal zawieszony jest na metalowej pięciokątnej blaszce obciągniętej wstążką koloru szarego o szerokości 24 mm, z prawej strony znajdują się na przemian cztery pomarańczowe i trzy czarne paski o szerokości 1 mm, a z lewej dwa paski czerwone i jeden biały, pasek czerwony o szerokości 3 mm, biały i kolejny czerwony – 1 mm.